# Ropsy-Chaudronbrug
De Ropsy-Chaudronbrug (Frans: Pont Ropsy Chaudron) is een betonnen liggerbrug over het Kanaal Charleroi-Brussel en over de N215 in de Brusselse gemeente Anderlecht.
De 18 m brede brug werd gebouwd in 1933 en bestaat uit drie overspanningen: twee zij-overspanningen van 12,11 m elk en een middenoverspanning over het kanaal van 22,21 m. De totale lengte bedraagt 46,43 m.
De brug ligt in het verlengde van de Ropsy-Chaudronstraat vlak bij het Slachthuis van Anderlecht. In 1890 werd de naamloze vennootschap Slachthuizen en Markten van Anderlecht opgericht. De onderneming kwam onder dagelijkse leiding van Samuel Ropsy-Chaudron te staan. Vandaar de naam van de straat en de brug.
De Ropsy-Chaudronbrug heeft een doorvaarthoogte van 5,5 m.
Ten zuidwesten van de brug ligt een spoorbrug van de Brusselse metro. Net ten noordwesten van het kanaal ligt het metrostation Delacroix, langs metrolijnen 2 en 6.